# Sergio Tovar Velarde
Sergio Tovar Velarde, (Tepic, Nayarit, 31 de desembre de 1982) és un director de cinema mexicà. Va dirigir el llargmetratge Mi último día (també conegut com Aurora boreal) que es va estrenar al Festival Internacional de Cinema de Sant Sebastià i es va estrenar comercialment als cinemes l'estiu del 2009.
És un dels cineastes de Los inadaptados, amb Javier Colinas, Marco Polo Constandse i Jorge Ramírez Suárez.

## Biografia
Va estudiar comunicació a la Universitat Iberoamericana a la Ciutat de Mèxic i teoria del cinema al Centro de Capacitación Cinematográfica. Va estudiar direcció amb el conegut director de cinema polonès Ludwik Margules.
L'any 2009, es va convertir en acadèmic de la FONCA. El 2009, 2006 i 2002 va ser l'acadèmic de la FECAN.
Malgrat els seus primers esforços per als curtmetratges amateurs directes, el seu primer curtmetratge professional no es va fer fins al 1999: Carolina. El juny de 2002 va treballar amb Roberto Cobo a KCL, Doce y Cuarto i l'estrena de la pel·lícula es va convertir en l'últim homenatge per l'actor.
Tovar ha estat dirigint curtmetratges a França, Canadà, Cuba i Mèxic; ha estat seleccionat i nominat a 70 festivals de cinema. L'any 2008, el seu curtmetratge Edén es va convertir en part dels millors pel·lícules guanyadores de premis internacionals als curtmetratges de Canes.
L'any 2011, Tovar va dirigir Los inadaptados, una pel·lícula composta per 4 contribucions de diferents cineastes. La seva darrera pel·lícula és Cuatro lunas.

## Filmografia
2014 - Cuatro lunas
2011 - The Misfits (Los inadaptados) (segment Chat)
2007 - Aurora boreal
2012 - Papi Florida
2011 - Jet Lag
2011 - Infinito
2010 - La femme qui pleure
2008 - L'esprit hanté
2007 - Edén
2006 - El joven Telarañas
2006 - El gusano
2005 - La voz de las cigarras
2003 - KCL, doce y cuarto
2001 - La danza de las salamandras
2000 - Carolina

## Premis
- Festival Internacional de Cinema a Guadalajara: Premi de l'Audiència per Los inadaptados.
- Festival Internacional de Cinema de Guanajuato: Premi al millor curtmetratge per Edén.